# Hårig ängsblomfluga
Hårig ängsblomfluga (Melanogaster hirtella) är en tvåvingeart som först beskrevs av Friedrich Hermann Loew 1843.  Hårig ängsblomfluga ingår i släktet ängsblomflugor, och familjen blomflugor. Arten är reproducerande i Sverige.

## Bildgalleri

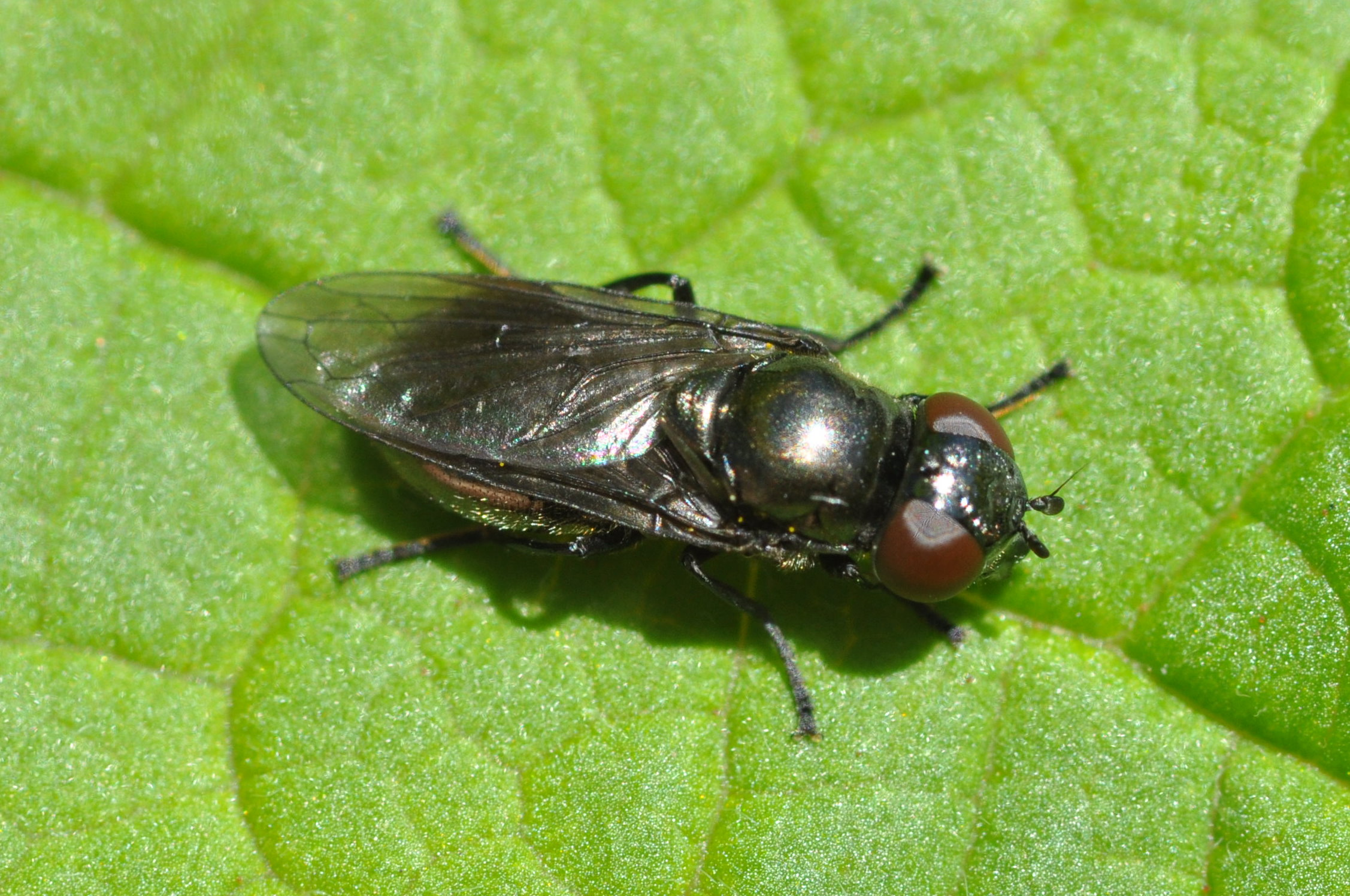
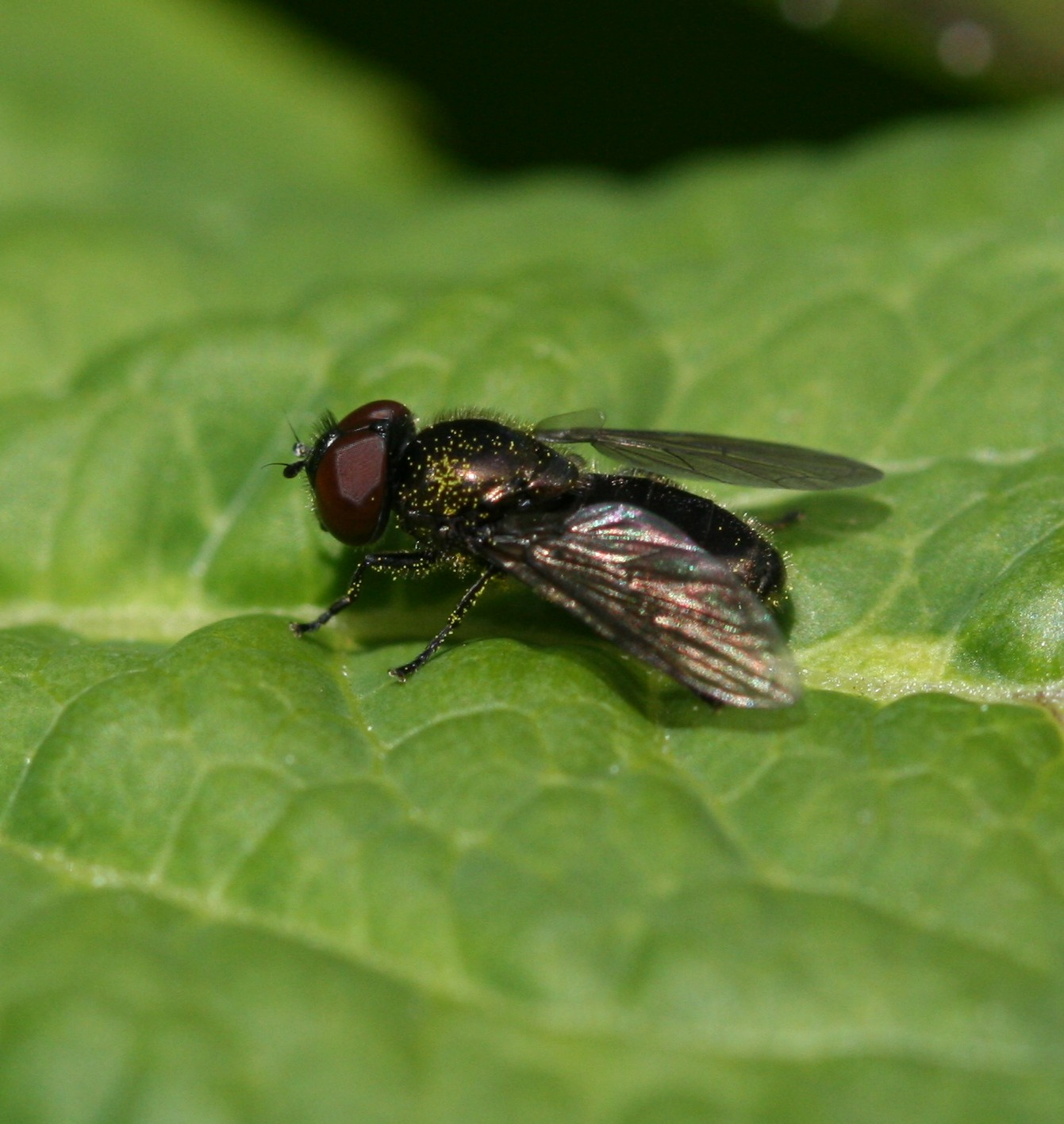
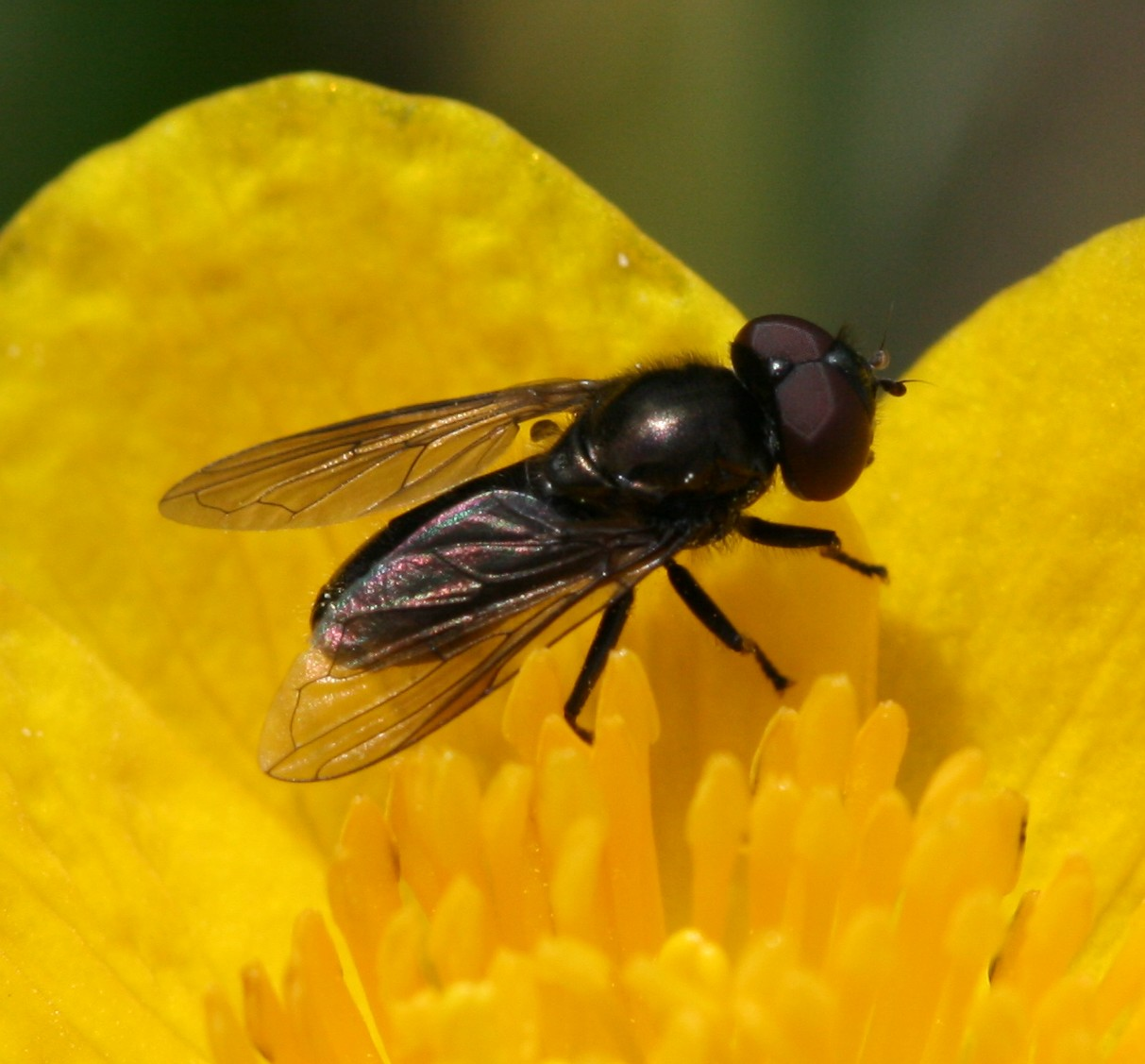